# Hypaedalea
Hypaedalea este un gen de molii din familia Sphingidae. 

## Specii
- Hypaedalea butleri Rothschild, 1894
- Hypaedalea insignis Butler, 1877
- Hypaedalea lobipennis Strand, 1913
- Hypaedalea neglecta Carcasson, 1972